# 은둔의 나라 한국
《은둔의 나라 한국》(隱遁一韓國, 영어: The Hermit Nation Corea)은 1882년 미국의 목사 윌리엄 그리피스가 영어로 쓴 한국의 역사책이다.

## 개요
이 책은 1882년에 초판 간행되었다. 책의 구성은 제1부 고대 및 중세사, 제2부 정치와 사회, 제3부 근세 및 최근세사로 되어 있다.
저자 그리피스는 미국 필라델피아 출신의 목사이자 동양학자로서, 1870년 일본에 건너가 도쿄 대학의 물리학 및 화학교수로 있으면서 일본연구에 몰두하던 중, 일본을 바르게 이해하려면 고대로부터 일본 역사에 깊은 영향을 준 한국을 먼저 알아야 됨을 깨닫고 한국연구에 뜻을 두게 되었다.
이 책은 문학적으로 씌어 있을 뿐만 아니라, 곳곳에 놀랄 만한 관찰이 나타나 있으며, 특히 중국 편중의 한국연구를 경계한 점 등이 탁견으로 꼽힌다. 외국어로 쓴 한국사 중에서 가장 흥미있고 포괄적인 저술로 평가받았다. 이 책이 발간된 당시 한국은 쇄국정책으로 외부와의 접촉이 없었으므로, 서양인은 이 책의 제목을 빌려 한국을 '은둔국'이라 불렀다.

## 참고 문헌
- 《한국근대사사전, 가람기획, 2005년
- Griffis, William Elliot (1882) Corea, the Hermit Nation: I. Ancient and Mediaeval History. II. Political and Social Corea. III. Modern and Recent History
- Griffis, William Elliot (1894). Corea: The Hermit Nation. Charles Scribner's Sons.
- William Elliot Griffis (2011). 《Corea the Hermit Nation》. Kessinger Publishing. ISBN 978-1169852068.

## 같이 보기
- 이사벨라 비숍
- 호머 헐버트